# Leccionario 199
El Leccionario 199, designado por la sigla ℓ 199 (en la numeración Gregory-Aland), es un manuscrito griego del Nuevo Testamento. Paleográficamente ha sido asignado al siglo XIII.

## Descripción
El códice contiene las enseñanzas de los evangelios de Juan, Mateo y Lucas, en 243 hojas de pergamino (28 cm por 22,5 cm). con algunas lagunas al principio y al final. El texto está escrito en letras griegas minúsculas, en dos columnas por página, 21-24 líneas por página. Contiene notas musicales.

## Historia
Caspar René Gregory data el manuscrito del siglo XIII, el Instituto de Investigación Textual del Nuevo Testamento lo relaciona también con el siglo XIII. Se añadió a la lista de los manuscritos del Nuevo Testamento por Frederick Henry Ambrose Scrivener (número 207). Gregory lo vio en 1883. El manuscrito no se cita en las ediciones del Nuevo Testamento griego (UBS3). Actualmente, el códice se encuentra en la Biblioteca Bodleiana, en Oxford, Inglaterra.